# Lungjen
Lungjen (egyszerűsített kínai írással: 龙岩市, pinjin: Lóngyán Shì) prefektúra szintű város Kínában, Fucsien tartományban. Lakosainak száma 2 723 637 fő (2020).

## Népesség
| 2018 | 2 640 000 |
| 2020 | 2 723 637 |